# Bennington Grange
Bennington Grange var en civil parish från 1858 till 1931 då den blev en del av Long Bennington, i grevskapet Lincolnshire, i England. Civil parish var belägen 9 km från Grantham och hade 7 invånare år 1921.